# Ohon (účes)

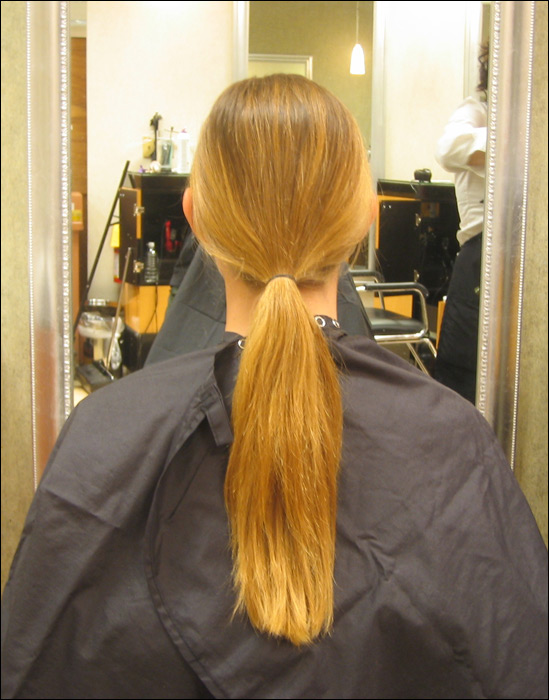
Vlasy do ohonu, nepříliš utažené k hlavě.

Ohon nebo vlasy do ohonu je jeden ze způsobů úpravy dlouhých vlasů. Vznikne tak, že se jednou rukou uchopí vlasy a druhou rukou se vzadu sepnou sponou. V angličtině se tento účes nazývá Ponytail, v němčině Pferdeschwanz, protože připomíná podobným způsobem upravované ohony u koní.

## Porovnání s culíky
Na rozdíl od culíků se nosívá jen jeden ohon: Silnější pramen vlasů se lépe spíná.
Při plynulém odrůstání vlasů přechod od jednoho culíku k ohonu nemusí být zřejmý: Jde spíše o provedení účesu, kdy culík je utaženější více k hlavě a trčí kolmo od ní, než se vlasy svou vahou a uvolněním stisku vzdáleností od gumičky ohnou dolů. Naopak ohon může volně viset dolů už u hlavy.
Na rozdíl od culíků nosí vlasy do ohonu i ženy: Jde o oblíbený účes, pro jeho nenáročnost a rychlost sepnutí. Často se používá jako domácí účes a jako prozatímní řešení pro doschnutí vlasů před další úpravou, pro jejich zkrocení, aby se nesypaly do výhledu a bylo možno se mezi tím věnovat jiným činnostem.

## Muži
Do ohonu dodnes nosí své vlasy i někteří muži, mají-li své vlasy dostatečně dlouhé. Naproti tomu krátké culíky už nosí méně, leda jako ukázku přírodního volnomyšlenkářeství, třeba i v kombinaci se dvěma culíky ve vousech, které si někdy splétají do copánků.

## Spony
Pro spínání se při nošení i ve společnosti často používaly velké ozdobné spony, buď pružné, anebo i nepružné s širokou jehlicí, jaké jsou známy již tisíce let z archeologických vykopávek. Podobné spony se ovšem tehdy používaly i ke spínání oděvů: účel té které spony jde těžko rozlišit.